# Conector BNC
El conector BNC (de Bayonet Neill-Concelman) es un tipo de conector con bayoneta, de rápida conexión y desconexión, utilizado para cable coaxial. Inicialmente fue diseñado como una versión en miniatura del conector C.

## Historia
El conector recibe su nombre por el cierre en bayoneta que presenta para asegurar la conexión y el nombre de sus dos inventores:
- Paul Neill, de Bell Labs, inventor del Conector N; y,
- Carl Concelman, ingeniero de Amphenol, inventor del Conector C.

Es decir, la sigla BNC tiene las iniciales de:
- Bayoneta
- Neill, Paul
- Concelman, Carl

BNC es mucho más pequeño que los conectores N y C.
A lo largo de los años se han creado varias explicaciones erróneas sobre el significado de sus siglas, como: Baby Neill-Concelman, Baby N connector, British Naval Connector, Bayonet Nut Connector.
Las bases para el desarrollo del conector BNC se basan en el trabajo de Octavio M. Salati, un graduado de la Moore School of Electrical Engineering de la Universidad de Pensilvania (licenciado en 1936 y doctorado en 1963). Solicitó la patente en 1945 mientras trabajaba en Hazeltine Electronics Corporation para un conector situado en los cables coaxiales para minimizar el reflejo y pérdida de ondas (interferencias), y le fue otorgada en 1951.

## Aplicaciones
BNC es un tipo de conector usado con cables coaxiales como RG-58 y RG-59 en aplicaciones de RF que precisaban de un conector rápido, apto para UHF y de impedancia constante a lo largo de un amplio espectro. Muy utilizado en equipos de radio de baja potencia, instrumentos de medición como osciloscopios, generadores, puentes, etcétera, por su versatilidad.
Se hizo muy popular debido a su uso en las primeras redes Ethernet, durante los años 1980. Básicamente, consiste en un conector tipo macho instalado en cada extremo del cable. Este conector tiene un centro circular conectado al conductor del cable central y un tubo metálico conectado en el parte exterior del cable. Un anillo que rota en la parte exterior del conector asegura el cable mediante un mecanismo de bayoneta y permite la conexión a cualquier conector BNC tipo hembra.
Los conectores BNC-T, los más populares, son conectores que se utilizaron mucho en las redes 10Base2 para conectar el bus de la red a las interfaces.

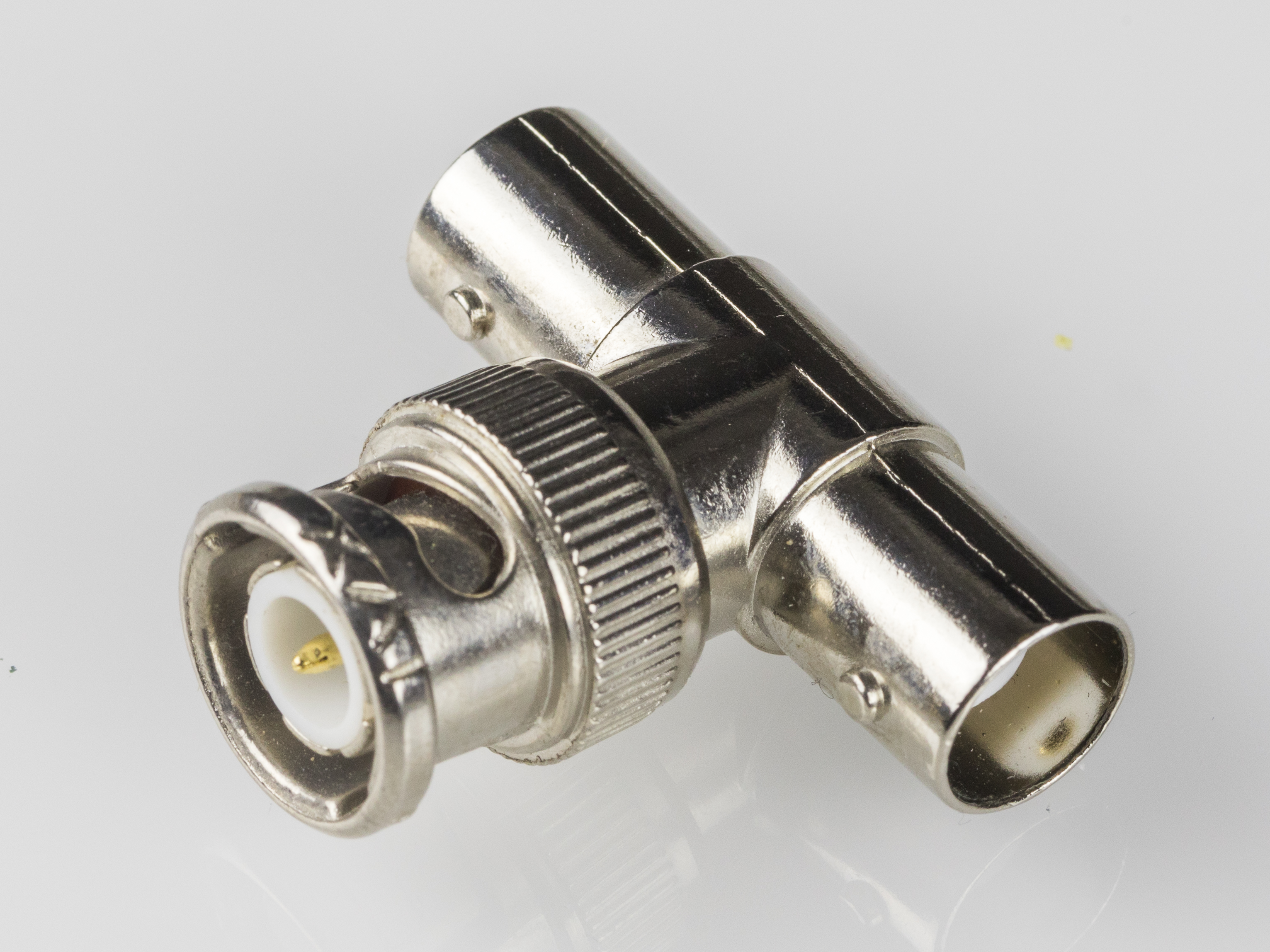
Conector BNC en T, usado en las redes 10Base2.

Un extensor BNC (o barrilete), permite conectar un cable coaxial al extremo de otro, y así aumentar la longitud total de alcance.
Los problemas de mantenimiento, limitaciones del cable coaxial en sí mismo, y la aparición del cable de pares trenzados (UTP) en las redes Ethernet, prácticamente hizo desaparecer el conector BNC del plano de las redes. Hoy en día, se utilizan muchísimo en sistemas de televisión y vídeo, también son usados comúnmente en circuitos cerrados de televisión (CCTV) y son los preferidos por los equipos de vídeo profesional, siendo también utilizados en su versión de 75 ohms (con relación de diámetros distinta). Algunos monitores de computadora tienen entrada RGB con conectores BNC ya que usan cables coaxiales para recibir la señal de vídeo desde la tarjeta gráfica con menos pérdida de calidad.
En el campo de la electrónica en general, sigue siendo de amplia utilización por sus prestaciones y bajo coste para frecuencias de hasta 1 GHz. Su uso principal es la de proporcionar puertos de entrada/salida en equipos electrónicos diversos e incluso en tarjetas para bus PCI, principalmente para aplicaciones de instrumentación electrónica: equipos de testeo, medida, adquisición y distribución de señal.
Existen varios tipos de BNC según la sujeción que proporcionan al cable. Los más destacados son los soldables y los corrugables. Para estos últimos existe una herramienta especial denominada crimpadora, una especie de tenaza que fija el conector al cable mediante presión.